# Primorsk
Primorsk (ros. Приморск, pol. Rybaki, d. też Fyszuzy, lit. Žuvininkai, niem. Fischhausen) – osiedle typu miejskiego (do 2005 miasto) w obwodzie królewieckim w Rosji (2118 mieszkańców w 2006).
Miejscowość położona nad najdalej na północ wysuniętą częścią Zalewu Wiślanego (Zatoka Rybacka), ok. 35 km na zachód od Królewca i 10 km na północ od Bałtijska.

## Historia

Akt oddania się stanów pruskich królowi Polski Kazimierzowi IV Jagiellończykowi i Koronie Królestwa Polskiego, 1454

W 1266 biskup sambijski wzniósł na północnym brzegu Zalewu Wiślanego zamek Schönewik, który aż do 1525 był siedzibą biskupstwa. W 1299 biskup sprowadził osadników ze Stralsundu, którzy założyli osadę. Oficjalne lokowanie osady nazwanej Bischoveshusen nastąpiło w 1305. Od XV wieku do wsi przyległa nazwa Vischausen, a później ostateczna nazwa Fischhausen.
Miasto opowiedziało się po stronie Związku Pruskiego, na którego wniosek w 1454 król Polski Kazimierz IV Jagiellończyk ogłosił przyłączenie Prus, włącznie z miastem, do Korony Królestwa Polskiego, jednakże w 1455 przeszło na stronę krzyżacką, za co w 1456 zostało najechane przez wojska z Gdańska. Po zakończeniu wojny trzynastoletniej pomiędzy 1466 a 1657 Rybaki znajdowały się pod zwierzchnictwem Polski jako lenno.

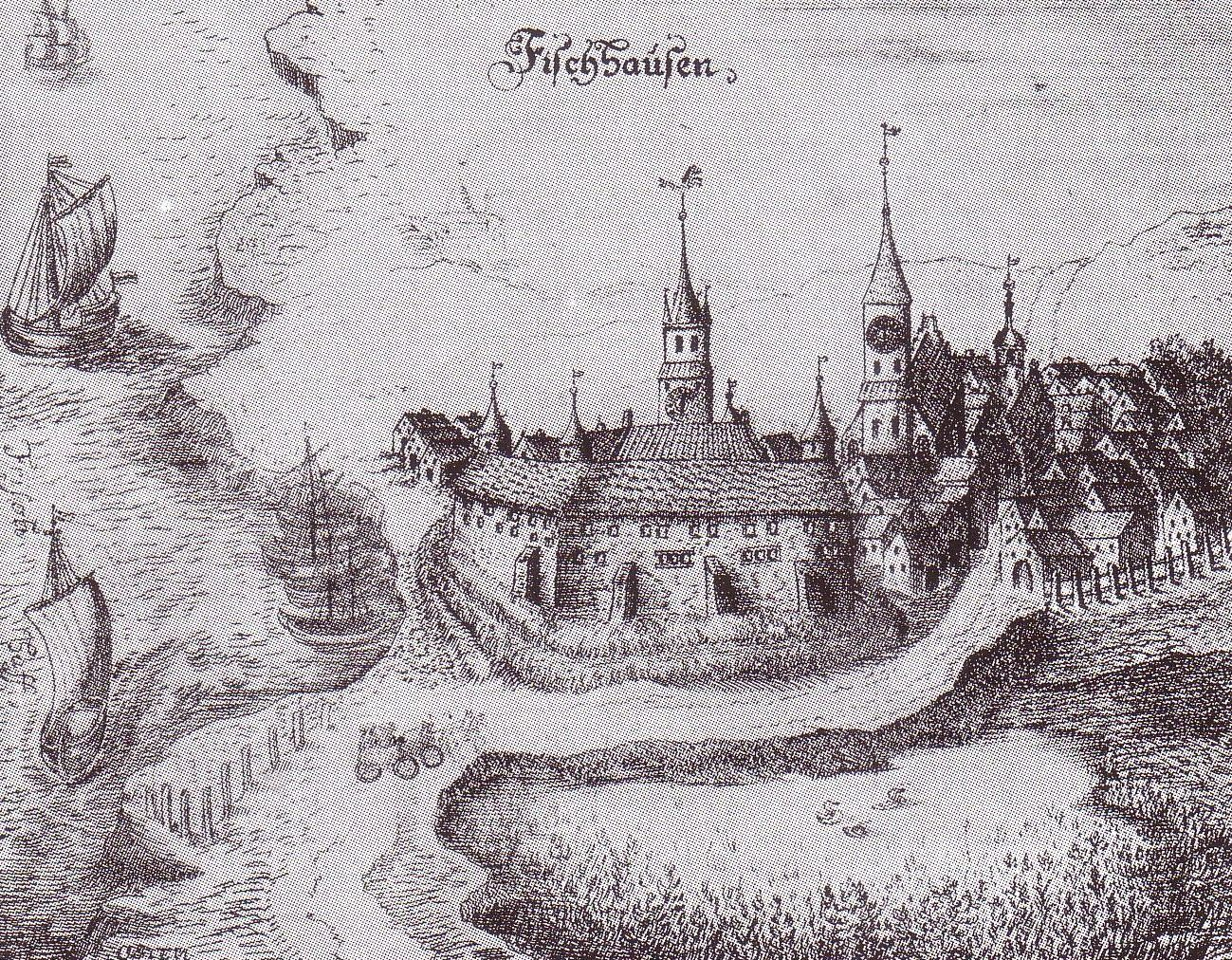
Rybaki w 1684 r.

W 1526 na zamku w Schönewik odbyły się uroczystości zaślubin księcia pruskiego Albrechta z księżniczką duńską Dorotą. Jeden z upośledzonych synów księcia Albrechta, Albrecht Fryderyk, żył na zamku aż do swojej śmierci w 1618. W 1679 miał miejsce wielki pożar miasta. Pod koniec XVII w. zamek został rozebrany, a budulec z jego rozbiórki został użyty do budowy twierdzy w Piławie. Po reformie administracyjnej Prus w 1818 miejscowość stała się siedzibą powiatu. W XIX w. do miasta dotarła linia kolejowa Piława-Królewiec.
W 1939, po kolejnej reformie administracyjnej, miasto zostało włączone do powiatu sambijskiego z siedzibą w Królewcu.
Podczas II wojny światowej miasto było przedmiotem zaciętych, 3-dniowych walk i zostało zdobyte przez oddziały 3. Frontu Białoruskiego 24 kwietnia 1945. W wyniku walk zabudowa miejska uległa prawie całkowitemu zniszczeniu. Niezachowany kościół parafialny (od XVI w. ewangelicki) był budowlą gotycką z 1 połowy XIV wieku. Był jednonawowy, z prosto zamkniętym chórem i z wieżą od zachodu. Wyposażenie pochodziło głównie z końca XVI–XVII wieku. Istniała ponadto kaplica baptystów i katolicka kaplica św. Wojciecha (filia kuracji w Piławie).
Po wojnie miasto zostało włączone do ZSRR. W 1946 jego nazwę zmieniono na Primorsk.

## Zabytki

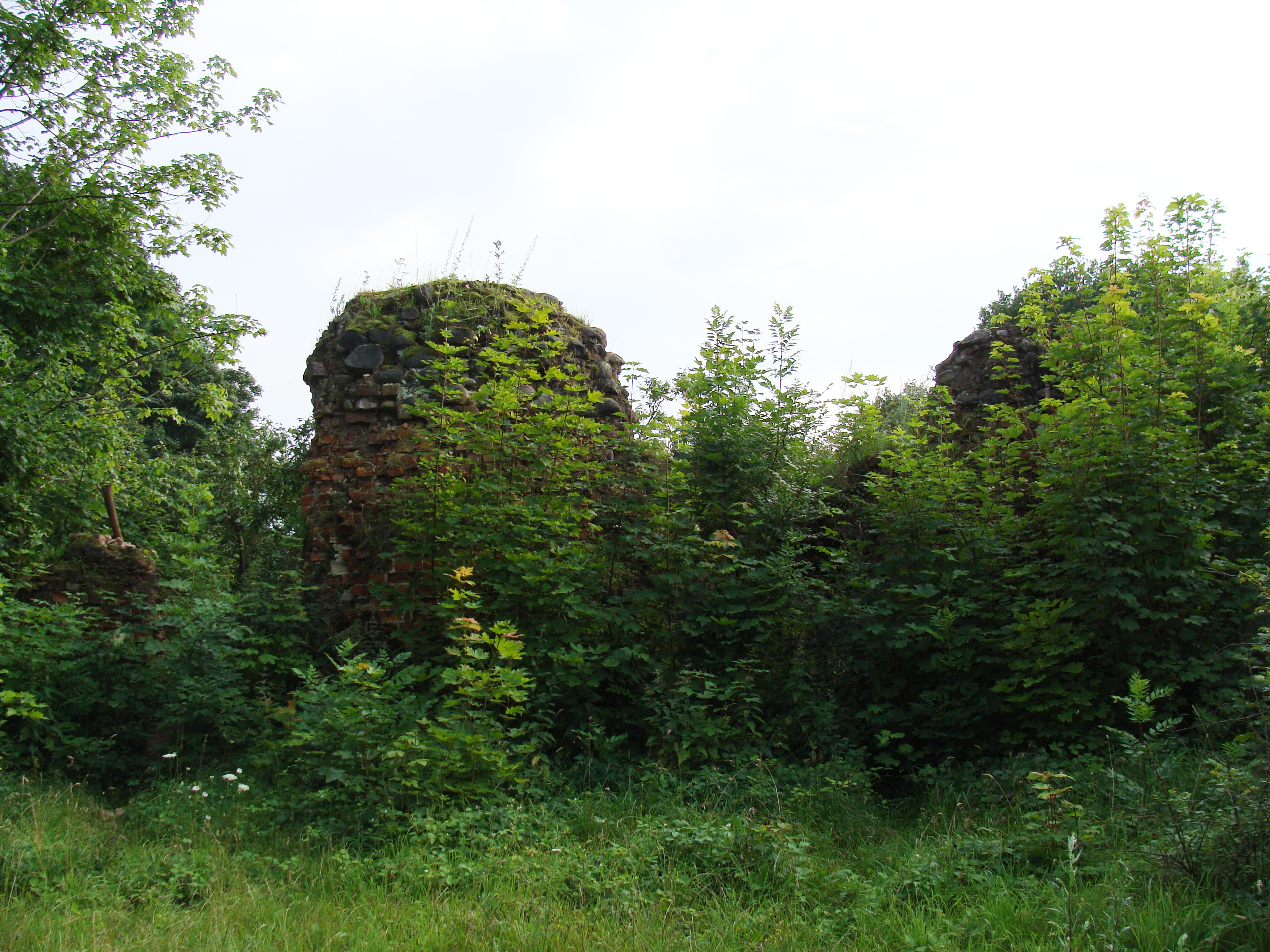
Pozostałości zamku

- Pozostałości zamku biskupiego z XIII wieku w typie czteroskrzydłowego kasztelu
- Wieża ciśnień z pocz. XX w.
- Dworzec kolejowy z pocz. XX w.